# دهستان چشمه پر
دهستان چشمه پر یکی از دهستان‌های شهرستان الیگودرز در استان لرستان ایران است که در بخش بربرود غربی قرار دارد.

## جمعیت
براساس سرشماری مرکز آمار ایران در سال ۱۳۹۵، جمعیت دهستان چشمه پر ۳۳۰۶ نفر (در ۸۹۷ خانوار) بوده‌است.